# Lijst van voetbalinterlands Guam - Vanuatu
Deze lijst van voetbalinterlands is een overzicht van alle officiële voetbalwedstrijden tussen de nationale teams van Guam en Vanuatu. De landen hebben tot op heden een keer tegen elkaar gespeeld. Dat was een wedstrijd tijdens de Pacific Games 2011 op 3 september 2011 in Nouméa (Nieuw-Caledonië).

## Wedstrijden
| № | Plaats | Datum            | Competitie         | Wedstrijd      | Uitslag |
| - | ------ | ---------------- | ------------------ | -------------- | ------- |
| 1 | Nouméa | 3 september 2011 | Pacific Games 2011 | Guam − Vanuatu | 1 − 4   |

## Samenvatting
| Competitie    | Totaal gespeeld | Winst Guam | Gelijk | Winst Vanuatu | Doelsaldo Guam – Vanuatu |
| ------------- | --------------- | ---------- | ------ | ------------- | ------------------------ |
| Pacific Games | 1               | 0          | 0      | 1             | 1 − 4                    |
| Totaal        | 1               | 0          | 0      | 1             | 1 − 4                    |

GFA ·
Bondscoaches ·
Topscorers · 
Guamees vrouwenvoetbalelftal ·
Guam U21
Amerikaans-Samoa ·
Aruba ·
Australië ·
Bangladesh ·
Bhutan ·
Cambodja ·
China ·
Filipijnen ·
Hongkong ·
India ·
Iran ·
Laos ·
Macau ·
Malediven ·
Mongolië ·
Myanmar ·
Nieuw-Caledonië ·
Noord-Korea ·
Oman ·
Pakistan ·
Palestina ·
Salomonseilanden ·
Singapore ·
Sri Lanka ·
Syrië ·
Tadzjikistan ·
Taiwan ·
Turkmenistan ·
Vanuatu ·
Vietnam ·
Zuid-Korea
VFF · 
Vanuatuaans vrouwenelftal
Interlands
Tegenstander:
Amerikaans-Samoa ·
Australië ·
Brunei ·
Cookeilanden ·
Estland ·
Fiji ·
Guam ·
Guinee ·
India ·
Indonesië ·
Libanon ·
Mongolië ·
Nieuw-Caledonië ·
Nieuw-Zeeland ·
Papoea-Nieuw-Guinea ·
Salomonseilanden ·
Samoa ·
Tahiti ·
Tonga